# Carretera militar georgiana

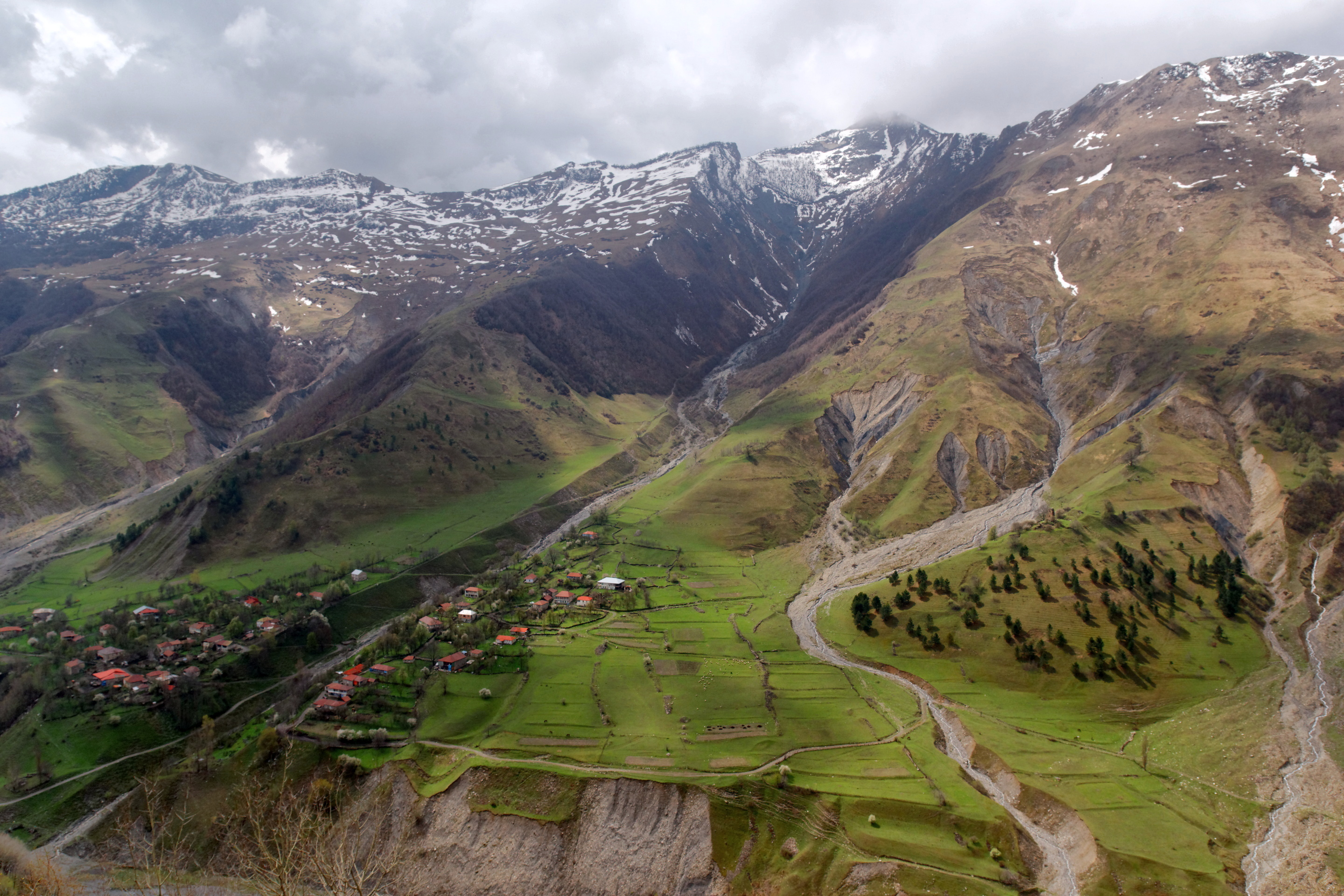
Zemo Mleta, Georgia, carretera militar georgiana.

La carretera militar georgiana (en ruso: Вое́нно-Грузи́нская доро́га, en georgiano: საქართველოს სამხედრო გზა [sakartvelos samkhedro gza], en osetio: Арвыкомы фæндаг) es el nombre histórico de una ruta principal a través del Cáucaso, entre las ciudades de Vladikavkaz (Osetia del Norte, Rusia) y Tiflis (Georgia). Tiene una longitud de 208 km y es una de las pocas rutas que atraviesan la cordillera, junto a la carretera militar osetia y la Transkam.
En Rusia es la carretera A161 Vladikavkaz - Nizhni Lars - frontera georgiana (hasta el 31 de diciembre de 2017 se permite uso de la anterior nomenclatura, R301). Los puntos de control son Verjni Lars, del lado ruso, y Dariali, del georgiano. En Georgia es la carretera ს3 (S3), Frontera rusa - Stepantsminda - Gudauri - Ananuri - Zhinvali - Mtsjeta - Tiflis.

## Ruta

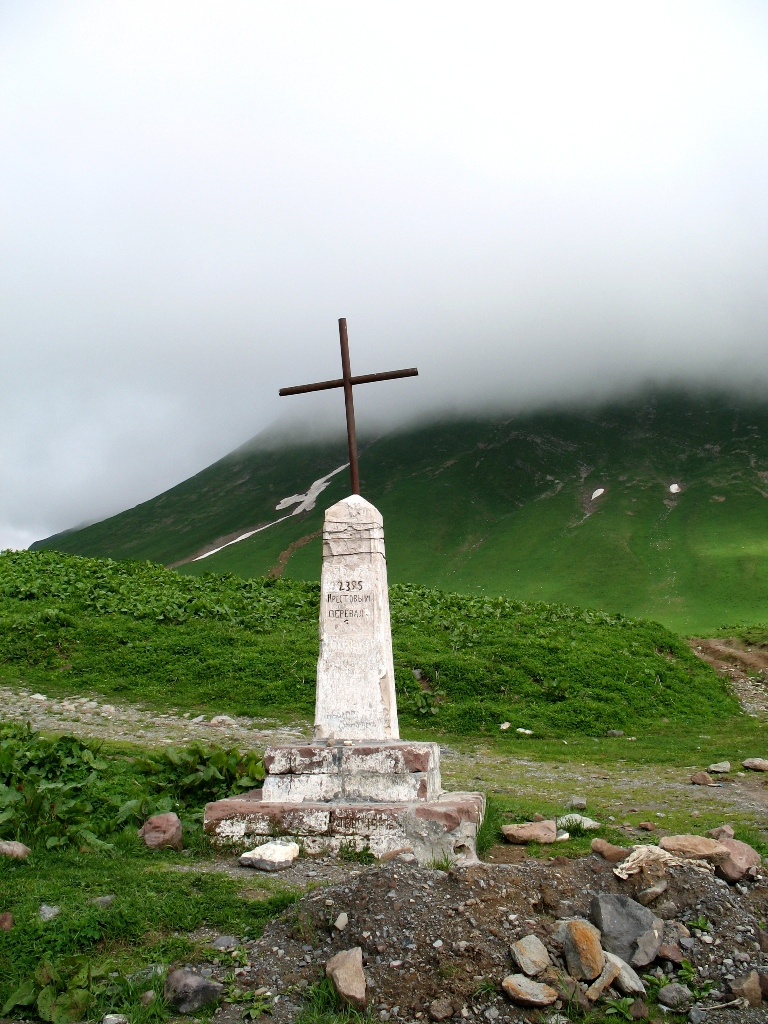
El paso Krestovi (Jvali) -"de la Cruz".

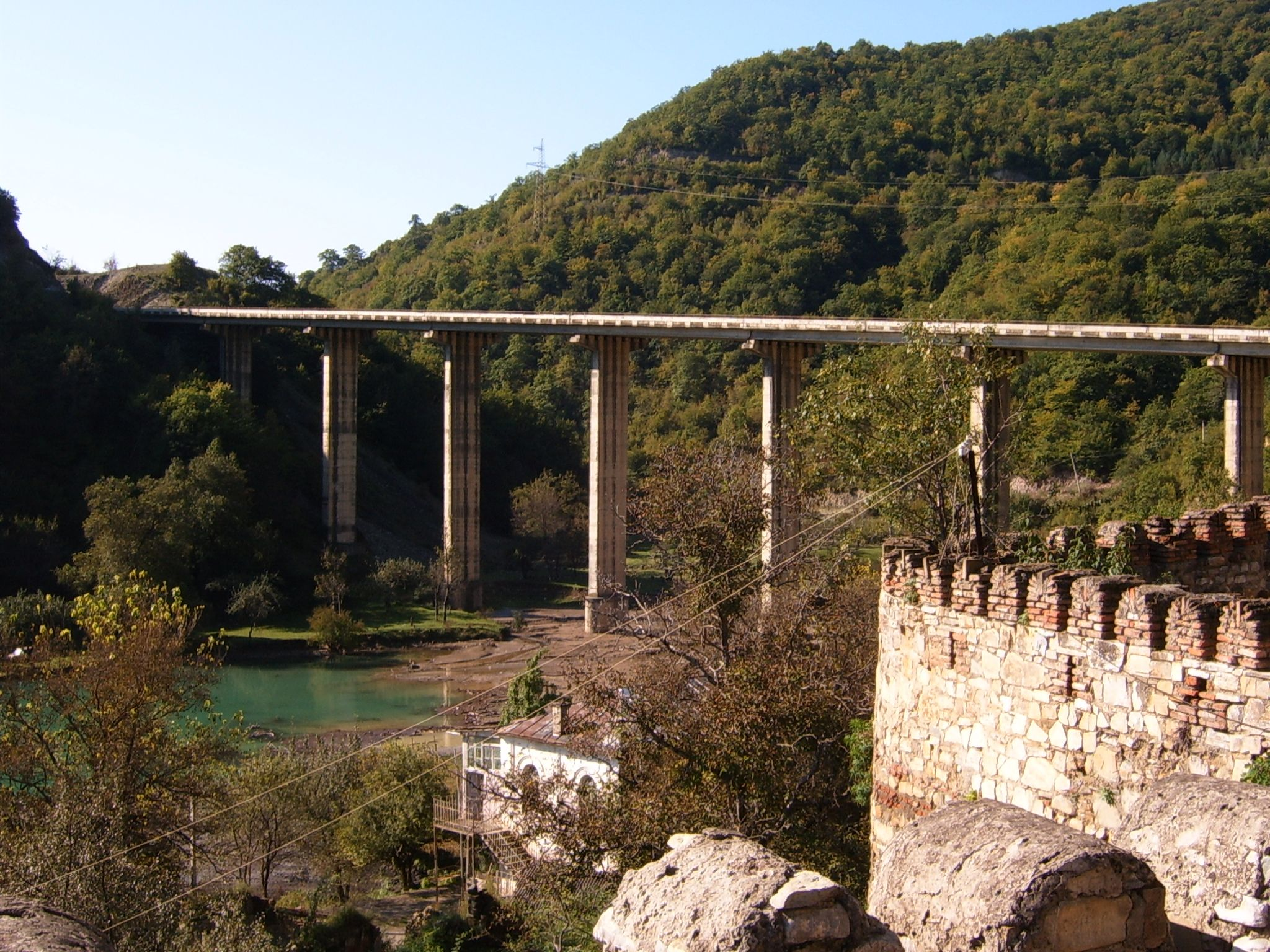
Puente en Ananuri.

La carretera sigue la ruta milenaria de las invasiones y el comercio, al sur por el valle del río Terek, cruzando la cordillera Skalisti por el desfiladero de Darial (frontera entre Rusia y Georgia) y más tarde por el del río Baidarka sigue por el monte Kazbek y la Iglesia de la Trinidad de Guergueti, y va a dar al paso Krestovi o Jvari (2 384 m), máxima altitud de la carretera. Cerca del paso se halla el Monumento a la Amistad Ruso-Georgiana (1983, por el bicentenario del Tratado de Gueórguiyevsk). Desde allí desciende hacia el sudeste por el valle del río Bélaya Aragvi y Mtiuleti hasta la ciudad (daba) de Pasanauri, donde vuelve a girar al sur, pasando cerca de la fortaleza medieval de Ananuri, hasta poco después de Mtsjeta -antigua capital georgiana-, donde confluye con el río Kurá. La carretera toma a continuación la orilla derecha de este río en dirección sudeste hasta Tiflis por la E60, la principal autopista que recorre Georgia de este a oeste.
La edición de 1914 de Baedeker's Russia describe la carretera militar georgiana como una de las más bellas carreteras de montaña del mundo y menciona que los omnibuses a motor de la Société française des transports automobiles du Caucase la recorren regularmente del 15 de abril al 15 de octubre, tardando 10 horas en el viaje.

## Historia

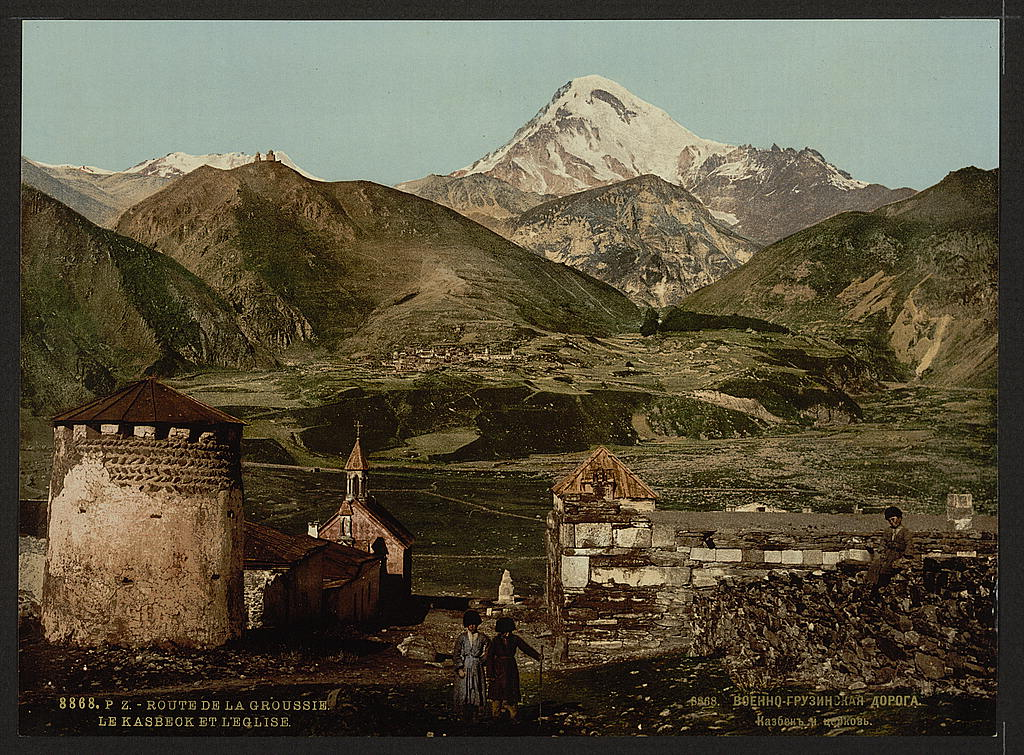
Postal del en que aparece la carretera, junto al monte Kazbek.

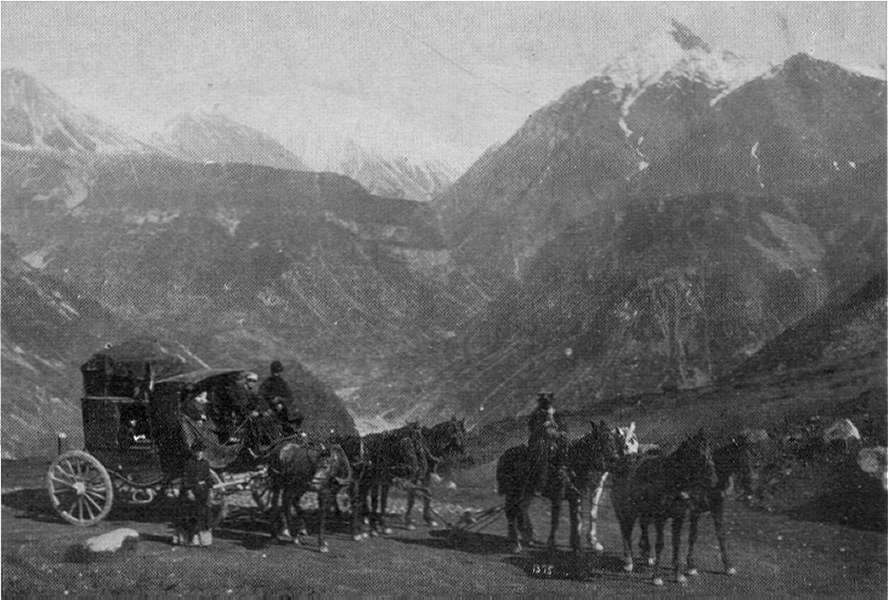
La carretera en 1911.

La ruta que unía el Cáucaso Norte y Transcaucasia por el desfiladero de Darial era conocida desde la Antigüedad (es nombrada por Estrabón en su Geografía y por Plinio el Joven). La primera vez que fue utilizado por las tropas rusas fue bajo el mando de Totleben en 1769. En 1783, con la firma del tratado de Gueórguiyevsk, por el que los georgianos abjuraban de la soberanía persa y se ponían bajo la protección imperial rusa, la comunicación entre ambos países pasó a otro nivel de relevancia, por lo que en octubre de ese año, Pável Potiomkin mandó 800 hombres a la ruta para que la arreglaran, de modo que pudo llegar a Tiflis en un coche tirado por ocho caballos. Los rusos fundaron Vladikavkaz, a donde llega la carretera en Rusia, en Osetia del Norte, en 1784. El estado de la carretera en 1799 no era muy bueno y su tránsito era difícil, como prueba el hecho de que las tropas del general Lázarev tardarán 36 días en llegar a Georgia. No obstante, el control ruso de la carretera tuvo un papel significativo, dividiendo la guerra del Cáucaso en dos partes, al oeste la guerra ruso-circasiana y al este la guerra contra los Murīd.
Con la anexión formal de Georgia al Imperio ruso en 1801, el zar Alejandro I ordenó al general Alekséi Yermólov, comandante en jefe de las tropas en el Cáucaso, la reconstrucción de la superficie de la carretera de modo que se facilitara el transporte de tropas y las comunicaciones. En 1811, las obras pasaron a la supervisión de la Dirección de Vías de Comunicación de Rusia. Se realizaron grandes trabajos, eliminándose pendientes, construyéndose puentes, etc. En 1814 se abrió el servicio de transporte de equipajes y en 1827 inició su andadura el correo rápido. En 1817, cuando Yermólov anunció el fin de las obras, la carretera fue apodada el Simplón ruso. Los trabajos, sin embargo, se prolongarían hasta 1863. A lo largo del camino se establecieron once estaciones: Balta, Lars, Kazbek, Kobi, Gudauri, Mlety, Pasanauri, Ananur, Dushet, Tsilkani, Mtsjeta y Tiflis. En cada una de ellas se habilitaba un alojamiento gratuito para pasar la noche.
En 1837 se intentó crear una variante que sorteara el paso Krestovi (Jvali) por los desfiladeros de Gudamakar y Gudushauri y el paso Kvenatsk pero, tras los estudios pertinentes, en 1847 se decidió seguir la ruta inicial. En 1861, Boleslav Státkovski tomó la dirección de las obras y para 1863 la carretera había sido pavimentada. Los trabajos habían costado la considerable suma de cuatro millones de libras esterlinas. En 1876 fue descrita por Lord James Bryce como una carretera de gran calidad con dos o tres carriles, con puentes de hierro sobre los torrentes, algo que consideraba sorprendente pues el resto de Rusia carecía en gran medida de esa infraestructura.
La carretera militar georgiana ha tenido un gran papel en el desarrollo económico y cultural de Transcaucasia y su comunicación con Rusia. Por ella han pasado, en diferentes años, Aleksandr Griboyédov, Aleksandr Pushkin, Mijaíl Lérmontov, Nicolás II, Kosta Jetagúrov, León Tolstói, Antón Chéjov, Vladímir Mayakovski o Nikita Jrushchov.
Actualmente es una de las principales vías de comunicación entre Rusia y no sólo Georgia, sino también Armenia, bloqueada por el este por el conflicto de Nagorno-Karabaj por Azerbaiyán. El enlace con Rusia vía Abjasia, por Ádler y Sochi, también está obstaculizado por las relaciones irregulares entre Georgia y Abjasia. Las únicas otras salidas para Armenia son los puertos georgianos de Poti y Batumi y la Transkam y vía Irán. 
En los primeros años del siglo XXI sin embargo el tráfico se vio disminuido tanto por el conflicto entre los dos países por Osetia del Sur y Abjasia, como por el mal estado del pavimento en la zona fronteriza y los frecuentes desprendimientos de tierra En el cruce fronterizo se mantienen varias restricciones, sobre todo a los ciudadanos georgianos, sin embargo, en 2013 se anunció que habían pasado por el puesto aduanero tres millones de personas. Normalmente la entrada desde Georgia está atestada de camiones por las dificultades que tienen para entrar en territorio ruso.

### Cierre de la carretera (2006-2010)
El 11 de julio de 2006 la carretera militar georgiana fue cerrada por parte de Rusia por un plazo indeterminado. El motivo formal para el cierre de la vía era la reconstrucción del punto de control fronterizo de Verjni Lars, en la parte rusa de la frontera. Esto hacía la entrada legal de transporte por carretera desde Georgia efectivamente imposible.
La admisión de vehículos tras casi cuatro años de interrupción se ha reanudado el 1 de marzo de 2010. La apertura de la frontera tuvo especial importancia para Armenia, pues antes del cierre de la carretera, un tercio de las mercancías de la república transitaban por esta carretera.

## Lugares de interés a lo largo de la ruta

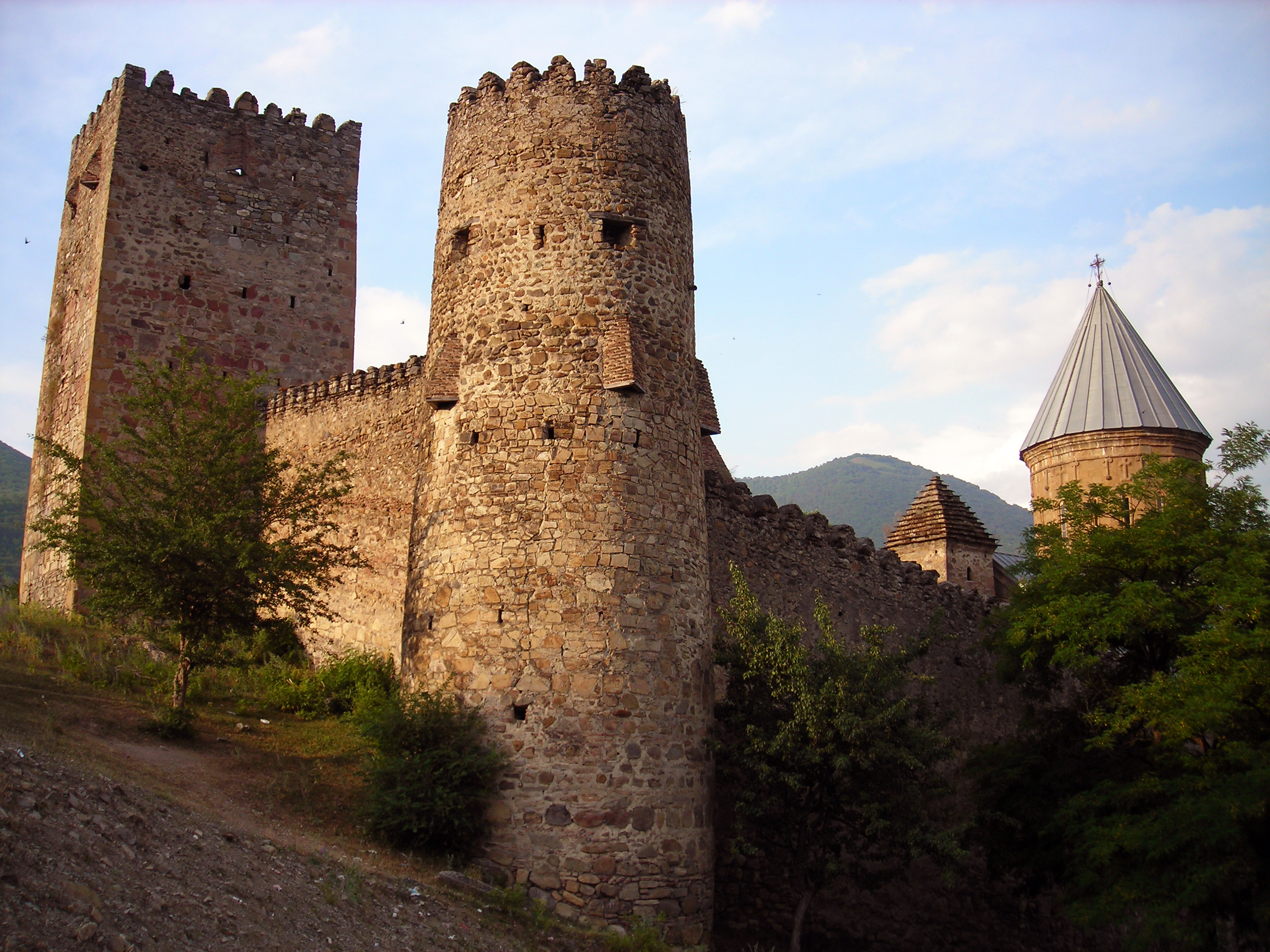
Fortaleza de Ananuri.

A lo largo de la carretera se hallan varios monumentos georgianos (catedrales, monasterios, torres de guardia, etc.). En Mtsjeta (antigua capital de Georgia), se halla el monasterio de Jvari (finales del siglo VI-principios del siglo VII) y la central hidroeléctrica de Zemo-Avchala. En el seló Chmi (Osetia del Norte), hay un complejo de enterramientos en catacumbas que abarca desde la Edad del Bronce a la Baja Edad Media, así como un lugar de enterramiento alano de entre los siglos VI y IX en el que se ha recuperado abundante material, armas y objetos de la vida cotidiana. Cerca de la carretera se halla el monte Kazbek (5 033 m), en cuyas laderas se halla la Iglesia de la Trinidad de Guergueti. En el desfiladero de Darial se halla el fuerte homónimo, construido en 1844 para la vigilancia del camino. En la orilla opuesta del río Terek se hallan las ruinas del "castillo de Tamara" (probablemente aquí se encontrara el fuerte del siglo I de Kumaniya, mencionado por Plinio el Viejo). A lo largo del camino hay varias torres de señales o de guardia medievales. Junto al Aragvi se hallan las ruinas de la fortaleza de Bebristsije.

## Galería

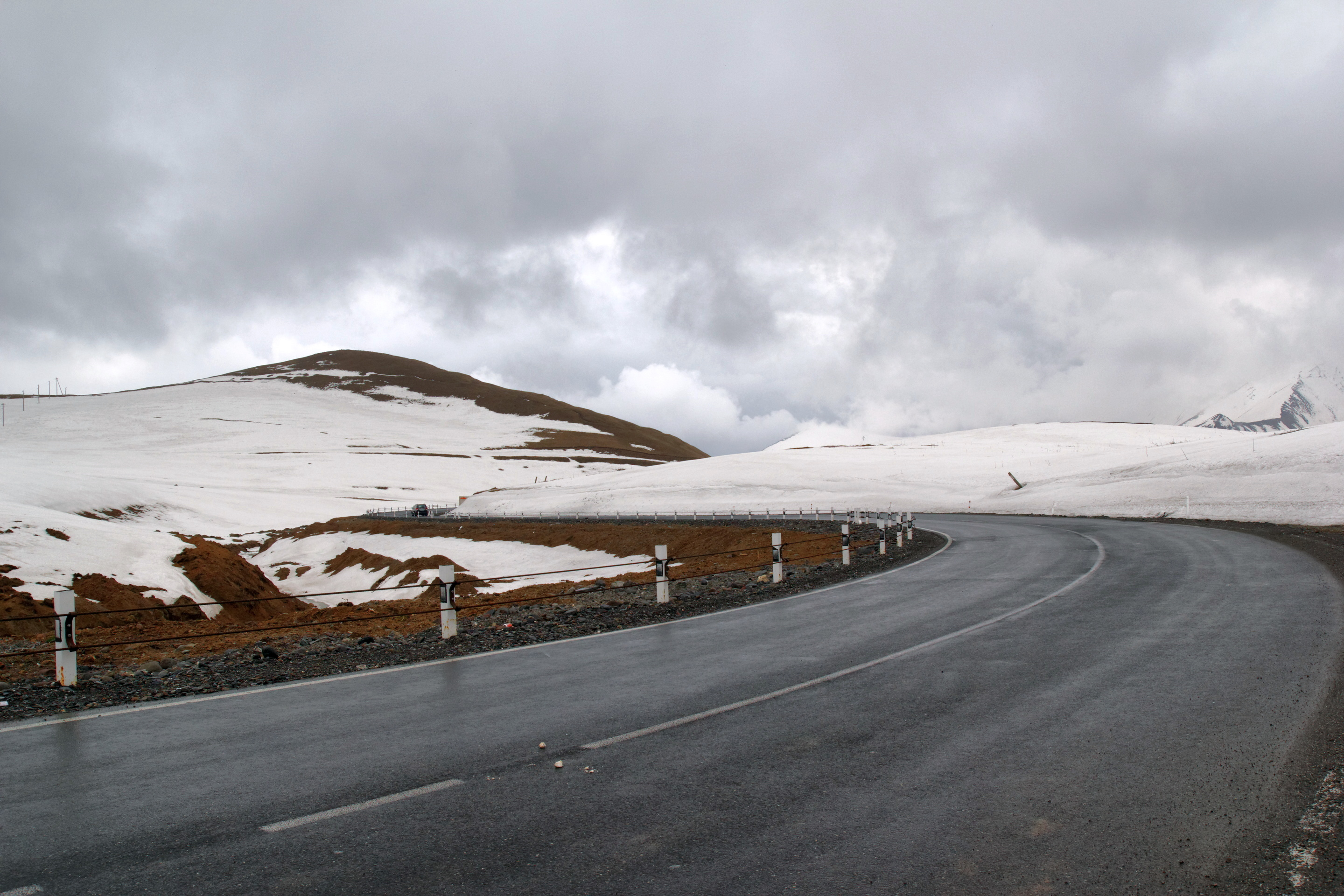
El paso Jvari o Krestovi, punto más alto de la carretera en mayo.
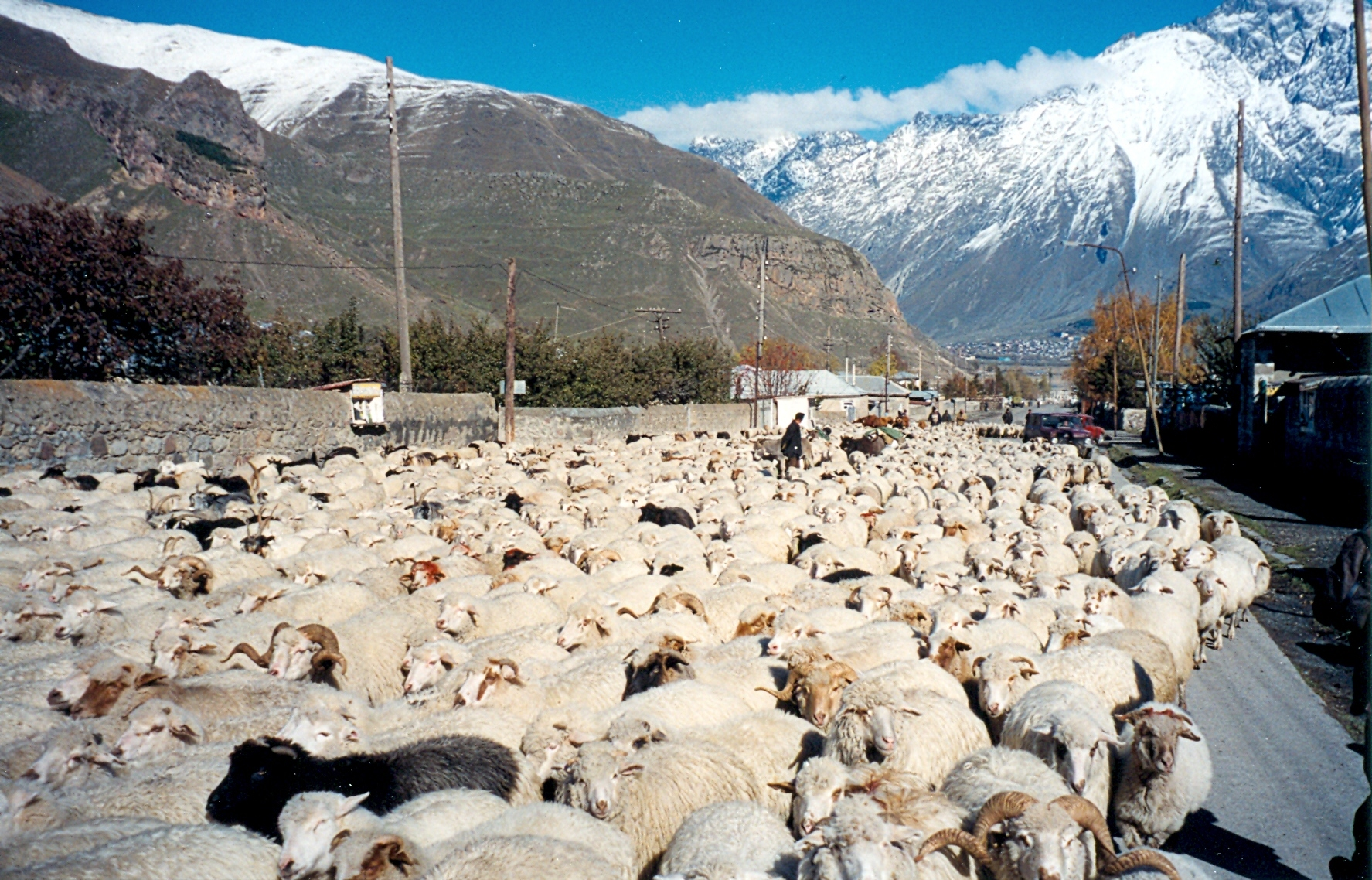
La carretera, rumbo al norte, en Georgia.
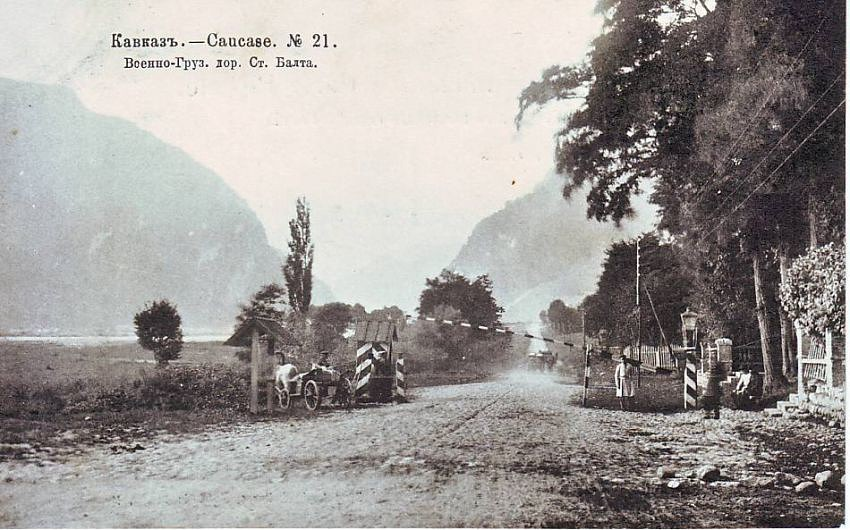
La carretera, junto a Balta, a principios del siglo XX.
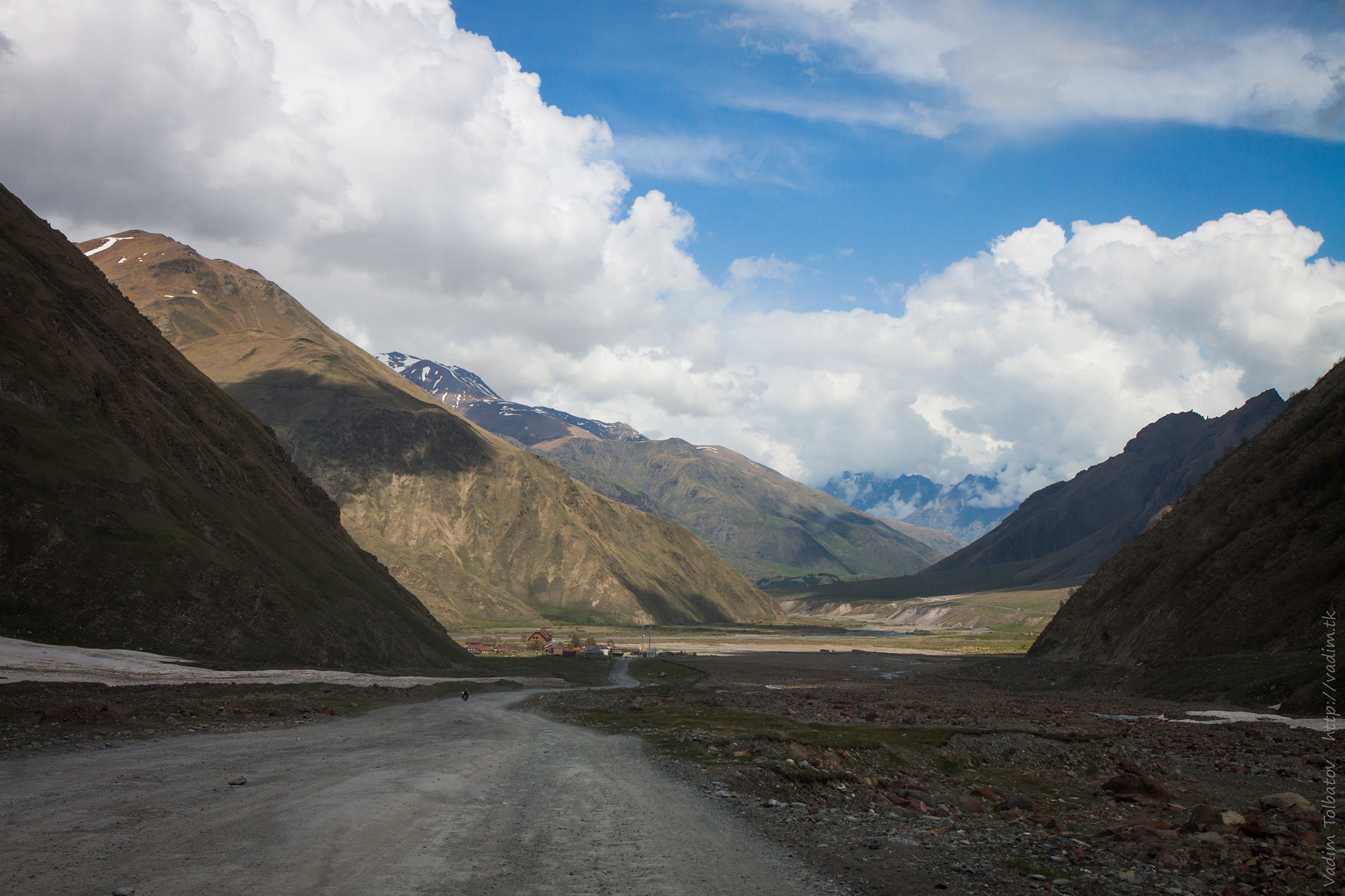
Vista de la carretera.
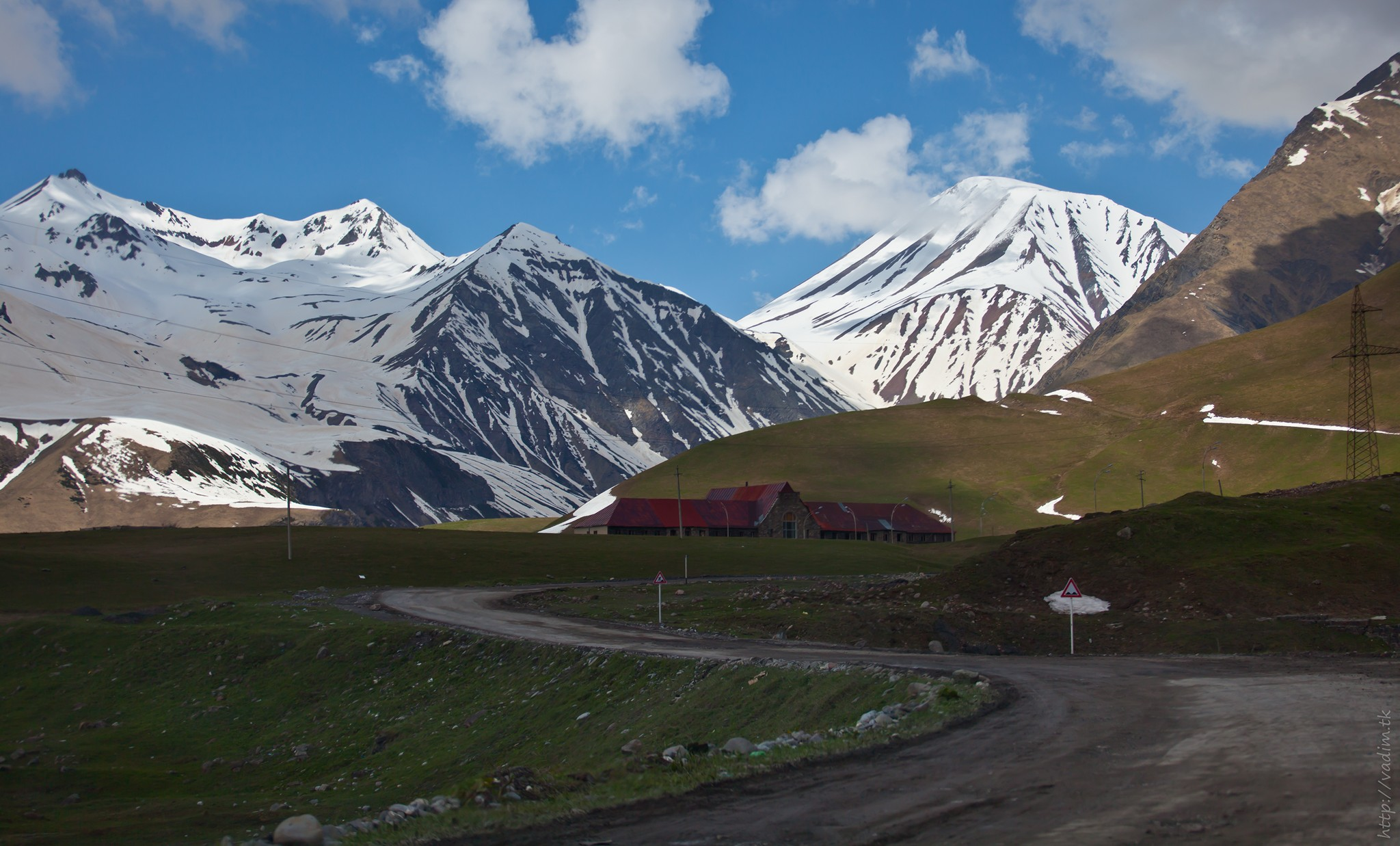
La carretera cerca de Gudauri.
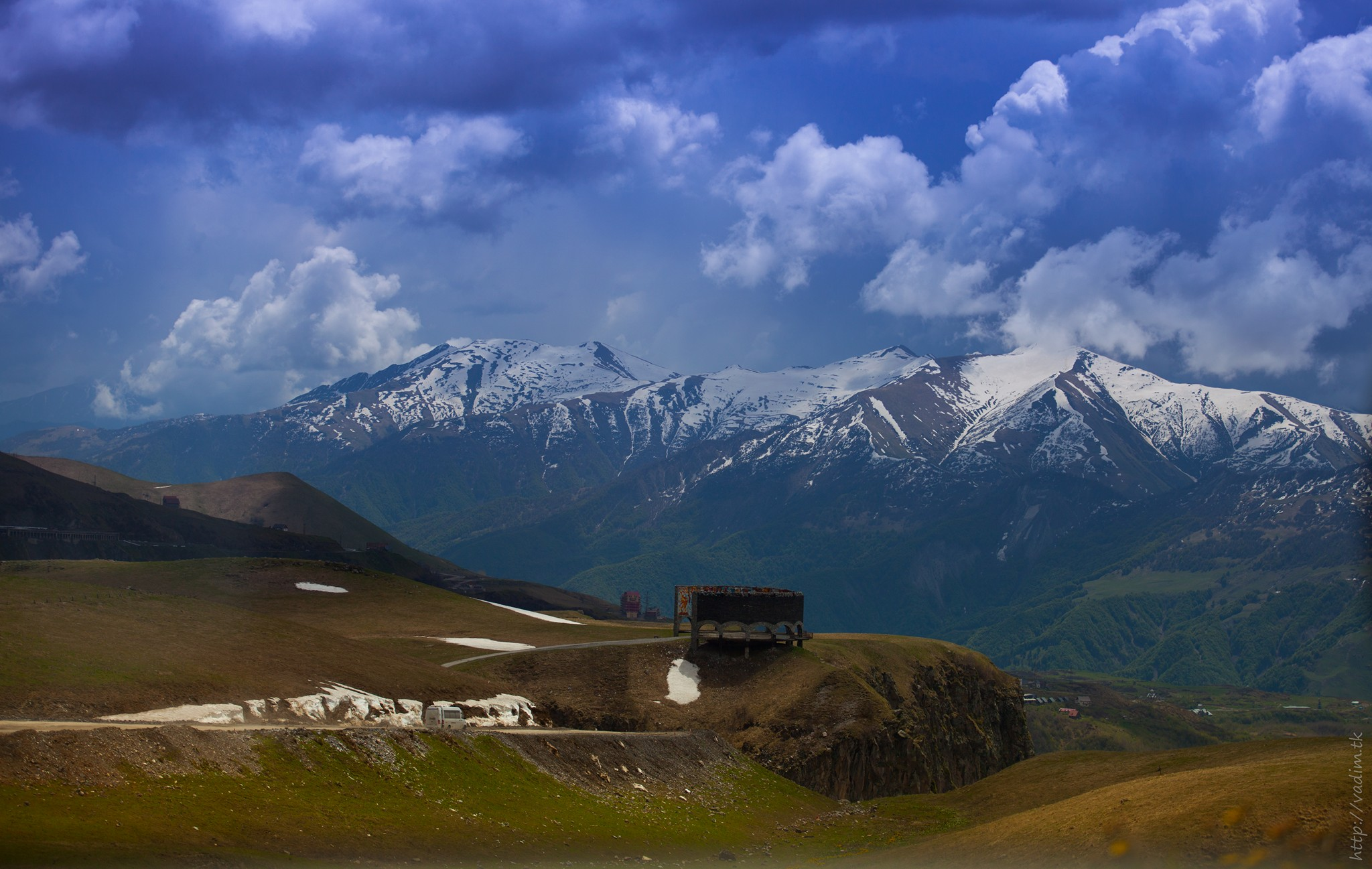
Monumento a la amistad ruso-georgiana.
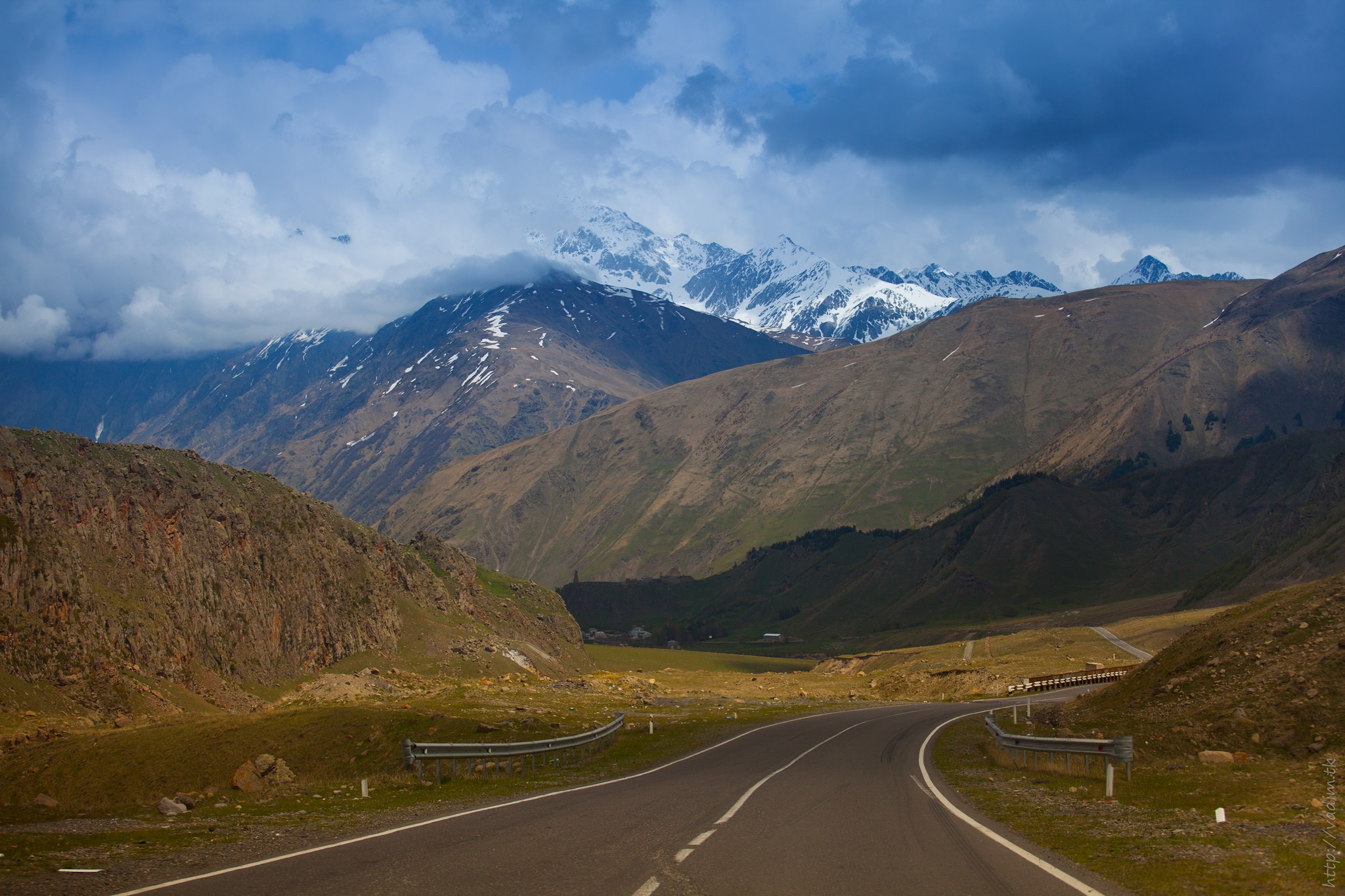
La carretera cerca de Sioni y Stepantsminda.